# Silvia Ballestra
Silvia Ballestra (Porto San Giorgio, 1969) es una escritora y traductora italiana.

## Trayectoria
Se graduó en lenguas modernas en la Universidad de Bolonia.
Descubierta por Pier Vittorio Tondelli, comenzó muy pronto su carrera literaria publicando en 1990 en Papergang. (Under 25 III).
El director Riccardo Milani llevó al cine su novela de 1992 “La guerra degli Antò”.
Vive en Milán.

## Obras
- Compleanno dell'Iguana. 1991
- La guerra degli Antò. 1992
- Gli Orsi. 1994
- Joyce L. Una vita contro, ensayo sobre Joyce Lussu. 1996
- Coda. Undici "under 25" nati dopo il 1970, antología en colaboración con Giulio Mozzi. 1997
- La giovinezza della signorina N.N.. 1998
- Nina. 2001 (Premio Tarquinia Cardarelli)
- Il compagno di mezzanotte. 2002
- Senza gli Orsi. 2003 (Premio Il Molinello)
- Tutto su mia nonna. 2005
- La Seconda Dora. 2006
- Contro le donne nei secoli dei secoli. 2006
- Piove sul nostro amore. Una storia di donne, medici, aborti, predicatori e apprendisti stregoni. 2008
- I giorni della rotonda. 2009 (Premio Città di Fabriano)
- Le colline di fronte. Un viaggio intorno alla vita di Tullio Pericoli. 2011
- Amiche mie. 2014
- Christine e la città d0elle dame. 2015
- Vicini alla terra, Storie di animali e di uomini che non li dimenticano quando tutto trema . 2017
- La nuova stagione. 2019